# Diocesi di Tenancingo
La diocesi di Tenancingo (in latino Dioecesis Tenancingana) è una sede della Chiesa cattolica in Messico suffraganea dell'arcidiocesi di Toluca.  Nel 2022 contava 459.391 battezzati su 501.816 abitanti. È retta dal vescovo Víctor Carabés Chávez, M.N.M.

## Territorio
La diocesi comprende 13 comuni nella parte centro-meridionale dello stato federato del Messico: Sultepec, Texcaltitlán, Almoloya de Alquisiras, Zacualpan, Coatepec Harinas, Ixtapan de la Sal, Tonatico, Villa Guerrero, Zumpahuacán, Malinalco, Tenancingo, Joquicingo e Ocuilan.
Sede vescovile è la città di Tenancingo de Degollado, dove si trova la cattedrale di San Clemente, nota con il nome di El Calvario.
Il territorio si estende su una superficie di 3.025 km² ed è suddiviso in 33 parrocchie, raggruppate in 4 decanati.

## Storia
La diocesi è stata eretta il 26 novembre 2009 con la bolla Christi Regis di papa Benedetto XVI, ricavandone il territorio dalla diocesi di Toluca (oggi arcidiocesi).
Il 7 marzo 2011 la Congregazione per il culto divino e la disciplina dei sacramenti ha confermato Nostra Signora di Guadalupe patrona principale della diocesi.
Originariamente suffraganea dell'arcidiocesi di Città del Messico, il 28 settembre 2019 è entrata a far parte della provincia ecclesiastica di Toluca.

## Cronotassi dei vescovi
Si omettono i periodi di sede vacante non superiori ai 2 anni o non storicamente accertati.
- Raúl Gómez González (26 novembre 2009 - 19 marzo 2022 nominato arcivescovo di Toluca)
  - Sede vacante (2022-2024)
- Víctor Carabés Chávez, M.N.M., dal 3 aprile 2024

## Statistiche
La diocesi nel 2022 su una popolazione di 501.816 persone contava 459.391 battezzati, corrispondenti al 91,5% del totale.
| anno | popolazione | popolazione | popolazione | presbiteri | presbiteri | presbiteri | presbiteri                | diaconi | religiosi | religiosi | parrocchie |
| anno | battezzati  | totale      | %           | numero     | secolari   | regolari   | battezzati per presbitero | diaconi | uomini    | donne     | parrocchie |
| ---- | ----------- | ----------- | ----------- | ---------- | ---------- | ---------- | ------------------------- | ------- | --------- | --------- | ---------- |
| 2009 | 332.829     | 350.406     | 95,0        | 65         | 47         | 18         | 5.120                     |         | 18        | 86        | 28         |
| 2014 | 411.826     | 449.722     | 91,6        | 55         | 38         | 17         | 7.487                     |         | 21        | 82        | 32         |
| 2017 | 404.870     | 446.099     | 90,8        | 65         | 46         | 19         | 6.228                     |         | 20        | 85        | 32         |
| 2020 | 448.279     | 490.835     | 91,3        | 58         | 44         | 14         | 7.729                     |         | 14        | 82        | 33         |
| 2022 | 459.391     | 501.816     | 91,5        | 60         | 45         | 15         | 7.656                     |         | 17        | 80        | 33         |